# Zdeněk Čeřovský
Zdeněk Čeřovský (* 1. února 1930 Hrdlovka) je český vysokoškolský pedagog a výzkumný pracovník z oblasti výkonové elektroniky a elektrických pohonů, dlouholetý pracovník katedry elektrických pohonů a trakce Fakulty elektrotechnické Českého vysokého učení technického (ČVUT) v Praze.
Pochází z učitelské rodiny, v mládí žil s rodiči v Čermné u Letohradu a v r. 1938 po podpisu Mnichovské smlouvy zažil vystěhování českého obyvatelstva z pohraničí. Po osvobození se rodina do pohraničí vrátila, tentokrát do Litoměřic. Na ČVUT vystudoval v roce 1953 obor Elektrické stroje, pak nastoupil jako aspirant do Výzkumného ústavu silnoproudé elektrotechniky v Běchovicích a v r. 1957 obhájil kandidátskou práci „Komutace velkých stejnosměrných strojů".
Od roku 1957 pracoval v ČKD, nejprve jako projektant a výpočtář elektrických strojů v závodě ČKD Stalingrad a od roku 1964 v ČKD Trakce, kde se stal vedoucím technického rozvoje. V r.  1972 přešel do Ústavu pro elektrotechniku ČSAV a začal se zabývat dynamikou elektrických strojů a výkonovou elektronikou. V r. 1975 se stal vedoucím oddělení výkonové elektrotechniky a v r. 1976 zástupcem ředitele ústavu. V r. 1977 obhájil doktorskou práci na téma „Ventilový synchronní motor“ a získal titul DrSc. V roce 1983 byl Zdeněk Čeřovský jmenován ředitelem ústavu a působil tu až do roku 1991, kdy se stal pracovníkem katedry elektrických strojů, přístrojů a pohonů na ČVUT v Praze.
Jeho přednášky na ČVUT byly zaměřeny především na teorii elektrických strojů, na elektromagnetickou kompatibilitu a na elektrické pohony v trakci. V letech 1992 a 1993 byl také hostujícím  profesorem na univerzitě v Hannoveru. Za dobu své činnosti v Ústavu pro elektrotechniku ČSAV absolvoval několik studijních pobytů na západoevropských univerzitách v Evropě a v USA a získané kontakty dokázal využít pro vědecko-výzkumnou činnost katedry, pro zajištění studijních pobytů svých kolegů i studentů a také pro získání několika mezinárodních grantů.
V r. 1992 obhájil nejprve habilitační práci na téma „Optimalizace řízení asynchronního motoru, přechodné děje asynchronního motoru“ a potom v r. 1995 dosáhl titulu profesor.
V r. 2000 se Zdeněk Čeřovský zapojil do přípravy nového pracoviště při katedře Elektrických pohonů a trakce, Výzkumného centra spalovacích motorů a automobilů Josefa Božka, kde se také začal zabývat problematikou hybridního pohonu automobilu.
Doma i v zahraničí publikoval přes stovku původních vědeckých prací, je členem řídících výborů konferencí PEMC (Power Electronic and Motion Control), EPE (Electric Power Engineering), SPEEDAM (Symposium on Power Electronics, Electrical Drives, Automation and Motion) a také členem státních komisí pro obhajoby diplomových i disertačních prací na ČVUT i jiných technických universitách v České republice.